# Jupiter Day
Jupiter Day er et dansk rockband der blev dannet i 1996 i Odense af forsangeren Mark Rosenér og trommeslageren Phillip Sørensen. Efter kort tid tilsluttede guitaristen Michael Radmer Johannisson og Phillips bror, bassisten Thomas Sørensen sig bandet. Året efter fik bandet en keyboardspiller, Jesper Wagner, og opførte kort tid efter deres første koncert på det lokale spillested Rytmeposten som opvarmning for Luksus og Mew til et P4-arrangement.
I 1999 flyttede bandet til København for at opnå en pladekontrakt. Flere pladeselskaber viste interesse for bandet og i 2000 underskrev bandet kontrakt med Sony Music.
I slutningen af 2001 udkom den første single "Empty Space".
Gruppens selvbetitlede debutalbum udkom i februar 2002. Det var indspillet i 2001 i Belgien og blev produceret af Zed der tidligere har arbejdet med The Cure, Kent og The Charlatans. Albummet modtog fire ud af seks stjerner i musikmagasinet GAFFA. Ved Danish Music Award var gruppen nomineret til Årets nye danske navn, mens albummet fik prisen får Årets danske cover.
I oktober 2002 meddelte forsangeren Mark Rosenér at han forlod bandet, og siden har bandet ikke udsendt ny materiale. Mark Rosenér har efterfølgende udgivet flere singler som solokunstner og er blevet forsanger i bandet Phonovectra.

## Diskografi
Album
- Jupiter Day (2002)

Singler
- "Empty Space" (2001)